# 比利亚诺文塞足球俱乐部
比利亚诺文塞足球俱乐部（Club de Fútbol Villanovense），西班牙塞雷纳新镇的一个足球俱乐部，成立于1992年。该队现参加西班牙皇家足協乙組聯賽。